# 越智大祐
越智 大祐（おち だいすけ、1983年6月30日 - ）は、愛媛県今治市出身の元プロ野球選手（投手）。

## 来歴・人物

### プロ入り前
今治市立菊間中学校では捕手だったが、新田高等学校時代に正捕手争いに敗れ、2年夏までは控え捕手。内野手を経て投手に転向した。卒業後は早稲田大学人間科学部へ進学。早稲田では和田毅や清水大輔に次ぐ投手として、1年春から2年秋まで無傷の11連勝、早大野球部史上初の「東京六大学リーグ4連覇」に貢献した。3年次には一時調子を落としたがすぐに復調し、秋には防御率1.01で最優秀防御率賞を受賞。大学時代の通算成績は43試合登板し15勝5敗、防御率2.61。投球回数（183回）を上回る205三振を奪った。
2005年の大学・社会人ドラフトで読売ジャイアンツから4巡目指名を受けて入団。

### 巨人時代
2006年、2007年と一軍登板なし。2007年から背番号が35から62に変更された。
2008年3月28日の対東京ヤクルトスワローズ戦でリリーフとして公式戦初登板。同年7月25日の同カードで初勝利を挙げる。シーズン途中からは山口鉄也と共に中継ぎの柱を担った。チーム最多の68試合に登板した一方で、セントラル・リーグ最多の15暴投を記録した。11月9日、埼玉西武ライオンズとの日本シリーズ第7戦では1点リードの7回から登板。ところが、8回に片岡易之への死球を機に同点を許すと、連続四球でピンチを広げ平尾博嗣に決勝適時打を打たれた。結果的にチームは日本一を逃したが、シーズンオフには年俸も大幅に上がり、背番号も22に変更された。
2009年、開幕前、越智とともに前年に飛躍した山口とのコンビ名がスポーツ報知で募集され、応募総数1290通の中から越智と山口が選んだ「風神雷神」に決定した。越智は「雷電フォーク」で打者をねじ伏せる「雷神」を目指すという意気込みをみせた。同年4月30日にはマーク・クルーンの代役として抑えを務め、プロ初セーブを記録。防御率は前年の2.40から3.30と1点近く悪化したが、1年を通して山口と共に勝利の方程式として活躍を見せた。8月2日の阪神タイガース戦では山口が迎えたピンチを越智が抑えるという場面もあり、試合後には山口と自分は「2人で1つ」とコメントした。
2010年、59試合に登板し、3年連続50試合以上登板を達成。久保裕也、山口鉄也らとともに勝ちパターンにおける中継ぎを務め、シーズン終盤には不調だったクルーンの代わりに抑えも務める。防御率は前年と同水準の3.20だったが、投球回は56.1と減少。シーズン終了後、前年比500万円減の8000万円で契約更改する。オフには一般女性との入籍を発表。翌年4月16日には長女が誕生する。
2011年、開幕一軍を逃す。4月下旬に負傷した山口に代わり一軍昇格したが、8月8日に再度の一軍登録抹消。8月26日に一軍に復帰したものの、登板数は42試合に留まった。シーズン終了後は復活への期待をこめて秋季キャンプの投手陣リーダーに指名された。
2012年は開幕を一軍で迎えるが、4月4日の広島戦後に登板後に両足の違和感を訴え、19日に登録抹消。二軍で調整を続けていたが症状は消えず、病院で診察を受けた結果、特定疾患指定の難病である黄色靭帯骨化症であることが判明。医師からは「野球を続ければ、2年後には車いすの生活になる」と告げられた。手術を受けることになり、シーズン中の復帰は絶望的となった。6月28日に手術は無事成功し、7月からリハビリを開始。8月下旬には近距離からの投球を行った。9月末にはブルペンにも入り、12月の契約更改の時点で本人いわく「8割の力で投げられる」程度にまで回復した。
2013年、一軍登板はなかったが、10月に宮崎で行われたフェニックスリーグのメンバーにも選ばれる。2014年から背番号が67となり、同年の一軍登板はなく、10月1日に球団から戦力外通告を受け、現役引退する。
引退後は、2015年頃、東京麻布で焼き肉店を営んでいたが、現在は閉店している。

## 選手としての特徴
150km/h前後の直球と「雷電フォーク」と呼ばれる落差が大きいフォークボールを軸に三振を奪う投球スタイル。投げる際に前足を大きく前に踏み込む2段モーション気味のフォームを使用する。速球は最速155km/hを記録し、フォークも140km/hを超える。また、ややシュート気味に変化するツーシームとスライダーやカーブも時折り投げる。その一方で暴投も多く、2008年には中継ぎ投手ながら15暴投を記録している。これは、リリーフのみで登板した投手としてはシーズン最多記録である。

## 詳細情報

### 年度別投手成績
| 年 度     | 球 団     | 登 板 | 先 発 | 完 投 | 完 封 | 無 四 球 | 勝 利 | 敗 戦 | セ 丨 ブ | ホ 丨 ル ド | 勝 率 | 打 者 | 投 球 回 | 被 安 打 | 被 本 塁 打 | 与 四 球 | 敬 遠 | 与 死 球 | 奪 三 振 | 暴 投 | ボ 丨 ク | 失 点 | 自 責 点 | 防 御 率 | W H I P |
| --------- | --------- | ----- | ----- | ----- | ----- | -------- | ----- | ----- | -------- | ----------- | ----- | ----- | -------- | -------- | ----------- | -------- | ----- | -------- | -------- | ----- | -------- | ----- | -------- | -------- | ------- |
| 2008      | 巨人      | 68    | 0     | 0     | 0     | 0        | 3     | 3     | 0        | 10          | .500  | 297   | 71.1     | 54       | 4           | 29       | 2     | 5        | 101      | 15    | 0        | 19    | 19       | 2.40     | 1.16    |
| 2009      | 巨人      | 66    | 0     | 0     | 0     | 0        | 8     | 3     | 10       | 24          | .727  | 294   | 71.0     | 63       | 6           | 22       | 2     | 2        | 70       | 5     | 0        | 28    | 26       | 3.30     | 1.20    |
| 2010      | 巨人      | 59    | 0     | 0     | 0     | 0        | 4     | 4     | 5        | 21          | .500  | 239   | 56.1     | 52       | 6           | 23       | 1     | 2        | 49       | 3     | 0        | 22    | 20       | 3.20     | 1.33    |
| 2011      | 巨人      | 42    | 0     | 0     | 0     | 0        | 3     | 2     | 0        | 11          | .600  | 163   | 39.1     | 27       | 1           | 18       | 0     | 2        | 43       | 1     | 0        | 14    | 12       | 2.75     | 1.14    |
| 2012      | 巨人      | 5     | 0     | 0     | 0     | 0        | 0     | 1     | 0        | 0           | .000  | 24    | 4.0      | 9        | 2           | 4        | 1     | 0        | 0        | 0     | 0        | 5     | 5        | 11.25    | 3.25    |
| 通算：5年 | 通算：5年 | 240   | 0     | 0     | 0     | 0        | 18    | 13    | 15       | 66          | .581  | 1017  | 242.0    | 205      | 19          | 96       | 6     | 11       | 263      | 24    | 0        | 88    | 82       | 3.05     | 1.24    |

- 各年度の太字はリーグ最高

### 年度別守備成績
| 年 度 | 球 団 | 投手  | 投手  | 投手  | 投手  | 投手  | 投手     |
| 年 度 | 球 団 | 試 合 | 刺 殺 | 補 殺 | 失 策 | 併 殺 | 守 備 率 |
| ----- | ----- | ----- | ----- | ----- | ----- | ----- | -------- |
| 2008  | 巨人  | 68    | 5     | 6     | 0     | 0     | 1.000    |
| 2009  | 巨人  | 66    | 3     | 7     | 0     | 0     | 1.000    |
| 2010  | 巨人  | 59    | 2     | 5     | 2     | 1     | .778     |
| 2011  | 巨人  | 42    | 0     | 7     | 0     | 1     | 1.000    |
| 2012  | 巨人  | 5     | 0     | 0     | 0     | 0     | ----     |
| 通算  | 通算  | 240   | 10    | 25    | 2     | 2     | .946     |

### 表彰
- 「ジョージア魂」賞：1回（2010年度第2回）

### 記録
投手記録
- 初登板：2008年3月28日、対東京ヤクルトスワローズ1回戦（明治神宮野球場）、5回裏に2番手で救援登板、2回1失点
- 初奪三振：同上、5回裏にアーロン・ガイエルから見逃し三振
- 初ホールド：2008年5月21日、対千葉ロッテマリーンズ2回戦（千葉マリンスタジアム）、7回裏二死に5番手で救援登板、1/3回無失点
- 初勝利：2008年7月25日、対東京ヤクルトスワローズ13回戦（東京ドーム）、9回表に3番手で救援登板・完了、1回無失点
- 初セーブ：2009年4月30日、対広島東洋カープ6回戦（MAZDA Zoom-Zoom スタジアム広島）、9回裏に4番手で救援登板・完了、1回無失点

打撃記録
- 初安打・初打点：2010年4月10日、対中日ドラゴンズ2回戦（東京ドーム）、8回裏に鈴木義広から中越2点適時二塁打

その他の記録
- オールスターゲーム出場：1回（2010年）

### 背番号
- 35（2006年）
- 62（2007年 - 2008年）
- 22（2009年 - 2013年）
- 67（2014年）